# Baroševac
Baroševac (izvirno srbsko Барошевац) je naselje v Srbiji, ki upravno spada pod Mestno občino Lazarevac; slednja pa je del Mesta Beograd.

## Demografija
V naselju, katerega izvirno (srbsko-cirilično) ime je Барошевац, živi 980 polnoletnih prebivalcev, pri čemer je njihova povprečna starost 39,7 let (38,8 pri moških in 40,5 pri ženskah). Naselje ima 373 gospodinjstev, pri čemer je povprečno število članov na gospodinjstvo 3,38.
To naselje je, glede na rezultate popisa iz leta 2002, večinoma srbsko.
|  |

| Demografija | Demografija     | Demografija     |
| Leto        | Št. prebivalcev | Št. prebivalcev |
| ----------- | --------------- | --------------- |
|             |                 |                 |
|             |                 |                 |
|             |                 |                 |
|             |                 |                 |
| 1948        | 1070            |                 |
| 1953        | 1139            |                 |
| 1961        | 1212            |                 |
| 1971        | 1219            |                 |
| 1981        | 1293            |                 |
| 1991        | 1315            | 1309            |
| 2002        | 1281            | 1260            |
|             |                 |                 |

| Etnična sestava po popisu iz leta 2002 | Etnična sestava po popisu iz leta 2002 | Etnična sestava po popisu iz leta 2002 | Etnična sestava po popisu iz leta 2002 | Etnična sestava po popisu iz leta 2002 |
| -------------------------------------- | -------------------------------------- | -------------------------------------- | -------------------------------------- | -------------------------------------- |
| Srbi                                   | Srbi                                   |                                        | 1.229                                  | 97,53%                                 |
| Muslimani                              | Muslimani                              |                                        | 7                                      | 0,55%                                  |
| Romi                                   | Romi                                   |                                        | 6                                      | 0,47%                                  |
| Črnogorci                              | Črnogorci                              |                                        | 3                                      | 0,23%                                  |
| Ukrajinci                              | Ukrajinci                              |                                        | 1                                      | 0,07%                                  |
| Makedonci                              | Makedonci                              |                                        | 1                                      | 0,07%                                  |
| Neznano                                | Neznano                                |                                        | 10                                     | 0,79%                                  |